# René Kuehn
René Kuehn, né le 8 janvier 1910 à Ammerschwihr (Haut-Rhin) et mort le 22 juillet 1995 à Colmar (Haut-Rhin), est un homme politique français.

## Mandats
- Député du Haut-Rhin (1946-1955)